# Baiyun (Kanton)

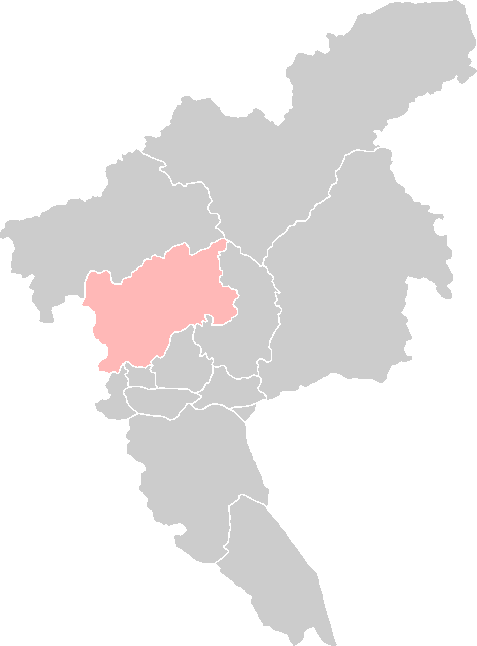
Położenie dzielnicy Baiyun

Baiyun (chiń. 白云区) – dzielnica Kantonu, w prowincji Guangdong, w Chińskiej Republice Ludowej. Powierzchnia dzielnicy wynosi 825 km² i jest zamieszkana przez 947 607 mieszkańców.
Znajduje się tu port lotniczy Guangzhou.